# Shanghai Theatre Academy
Shanghai Theatre Academy (chinês simplificado: 上海戏剧学院), ou Academia de Teatro de Xangai, é uma universidade pública situada em Xangai (China) voltada às artes dramáticas.

## Famous alumni
O ano da turma indica o ano de entrada, não o ano de graduação.
- Turma 2005: Luo Yunxi
- Turma 2009: Zhang Zhehan
- Turma 2010: Dilraba Dilmurat
- Turma 2011: Deng Lun
- Turma 2012: Vin Zhang